# Henriettea saldanhaei
Henriettea saldanhaei är en tvåhjärtbladig växtart som beskrevs av Célestin Alfred Cogniaux. Henriettea saldanhaei ingår i släktet Henriettea och familjen Melastomataceae. Inga underarter finns listade i Catalogue of Life.